# Basset bleu de Gascogne
Der Basset bleu de Gascogne ist eine von der FCI (Nr. 35, Gr. 6, Sek. 1.3) anerkannte französische Hunderasse.

## Herkunft und Geschichtliches
Der Namensgeber vom Basset bleu de Gascogne ist die Provinz Gascogne im Südwesten Frankreichs. Schon lange wurde dieser Hundetyp hier gezüchtet. Die französische Revolution überlebte die Rasse in drei Größen: Grand Chien, Briquet und Basset. Um 1910 nahm sich Monsieur Bourbon dieser Rasse an und rettete sie vor dem Verschwinden. Zur Stabilisierung kreuzte er Reste von Bassets Saintongeois mit Grands Bleus. Das heutige Aussehen, die heutige Größe wurde durch gezielte Selektion erreicht. Liebhaber schätzen die sanfte, ruhige Art, die gewissenhafte Arbeit bei der Jagd auf Hase und Kaninchen, die Farbe sowie den Spurlaut (Geläut).

## Beschreibung
Ein Basset bleu de Gascogne sollte recht korpulent, ca. 38 cm groß, jedoch nicht zu schwer sein. Das Haar ist kurz und  mitteldick und dicht. Farblich sollte der Basset bleu de Gascogne vollständig schwarz-weiß getüpfelt sein. Dies verleiht ihm  einen schieferblauen Schimmer, mit oder ohne mehr oder minder ausgedehnten schwarzen Platten. Die Ohren sind dünn, gefaltet und enden spitz, nach vorne gelegt sollten sie über die Nasenspitze hinausreichen. Der Basset bleu de Gascogne ist ein Jagdhund für Niederwild. Er wird sowohl für die Einzeljagd als auch in der Meute eingesetzt.